# Pirata hiteorum
Pirata hiteorum là một loài nhện trong họ Lycosidae.
Loài này thuộc chi Pirata. Pirata hiteorum được Alfred Russel Wallace & H. Exline miêu tả năm 1978.